# Cachryx
Cachryx – rodzaj jaszczurek z rodziny legwanowatych (Iguanidae).

## Zasięg występowania
Rodzaj obejmuje gatunki występujące w Meksyku i Gwatemali. 

## Systematyka

### Etymologia
Cachryx: łac. cachryo „suszony jęczmień”, od gr. καχρυς kachrus „suszony jęczmień”; w aluzji do kształtu ogona.

### Podział systematyczny
Do rodzaju należą następujące gatunki:
- Cachryx alfredschmidti (Köhler, 1995)
- Cachryx defensor Cope, 1866